# Nemestrinus perezii
Nemestrinus perezii är en tvåvingeart som först beskrevs av Dufour 1850.  Nemestrinus perezii ingår i släktet Nemestrinus och familjen Nemestrinidae. Inga underarter finns listade i Catalogue of Life.